# Malibu (canción)
«Malibu» es el undécimo sencillo de la banda de rock alternativo Hole, y el segundo de su tercer álbum de estudio de Celebrity Skin, lanzado en noviembre de 1998. La canción fue compuesta por la vocalista y guitarrista Courtney Love, el guitarrista Eric Erlandson, y Billy Corgan de The Smashing Pumpkins, que también ha contribuido a otras canciones del álbum.

## Antecedentes e historia
Love escribió la letra de la canción a su difunto esposo, el músico Kurt Cobain, él estaba en rehabilitación en una clínica de Malibú, California, en el año 1994, por su adicción a la heroína. El sencillo también incluye «Drag», una canción descartada de Celebrity Skin, sustituido por «Malibu». La canción fue nominada para un Premio Grammy en el apartado de Mejor Interpretación Rock por un Dúo o Grupo con vocalista, perdiendo ante «Put Your Lights On» de Santana. El sencillo fue disco de oro en Australia en 1999, con ventas superiores a los 40.000.

## Video musical
Dirigido por Paul Hunter, el video musical de «Malibu» fue filmado en la ciudad epónima en una playa. El video muestra la quema de palmeras y la banda tocando la canción. También se ve a Eric Erlandson encerando una tabla de surf, quien bromeó que "es Marilyn Manson, yo no estaba allí." También alude a la serie Baywatch y aparecen salvavidas llevando muñecas de plastilina mientras Courtney Love pasea por el océano.

## Posicionamiento en listas
| Listas (1998–99)                        | Mejor posición |
| --------------------------------------- | -------------- |
| Australia (ARIA)                        | 11             |
| Estados Unidos (Billboard Hot 100)      | 81             |
| Estados Unidos (Modern Rock Tracks)     | 3              |
| Estados Unidos (Mainstream Rock Tracks) | 16             |
| Estados Unidos (Adult Top 40)           | 37             |
| Nueva Zelanda (Recorded Music NZ)       | 33             |
| Reino Unido (UK Singles Chart)          | 22             |